# Nile (album)
Nile – pierwszy album demo amerykańskiej grupy deathmetalowej Nile. Wydawnictwo ukazało się w 1994 roku nakładem zespołu. Nagrania zostały zarejestrowane w Sanctuary Studios w Rock Hill w Karolinie Południowej w 1994 roku.
Muzyka zawarta na kasecie znacząco różni się od stylu prezentowanego przez zespół w późniejszych latach. Wokalista Chief Spires używa głównie tradycyjnego thrashmetalowego śpiewu. W 2011 roku nagrania zostały wznowione przez firmę Goomba Records na płycie zatytułowanej Worship the Animal - 1994: The Lost Recordings.

## Lista utworów
Opracowano na podstawie materiału źródłowego.
1. "Le Chant du Cygne" (Spires, Sanders, Hammoura) – 4:38
2. "Worship the Animal" (Spires, Sanders, Hammoura) – 5:22
3. "Nepenthe" (Spires, Sanders, Hammoura) – 7:39
4. "Surrounded by Fright" (Spires, Sanders, Hammoura) – 7:58
5. "Mecca" (Stafford, Spires, Sanders, Hammoura) – 8:51

## Twórcy
Opracowano na podstawie materiału źródłowego.

- Chief Spires – gitara basowa, śpiew
- Pete Hammoura – perkusja
- Karl Sanders – gitara
- Walter "Sonny" Stafford – słowa (utwór 5)
- Jimmy Ennis – inżynieria dźwięku